# DaizyStripper
 (septembre 2011).
Si vous disposez d'ouvrages ou d'articles de référence ou si vous connaissez des sites web de qualité traitant du thème abordé ici, merci de compléter l'article en donnant les références utiles à sa vérifiabilité et en les liant à la section « Notes et références ».
DaizyStripper (デイジーストリッパー) est un groupe de visual kei japonais formé en mars 2007.

## Histoire
En 2006/2007, Yuugiri va trouver Mayu pour lui proposer d'aller en studio ensemble. Mayu, qui faisait partie du même groupe que Rei et Kazami, présente ces 2 derniers à Yuugiri. Rei dit qu'il connait un bon guitariste et ramène alors Nao. Ils essaient de jouer ensemble puis trouvent que sa colle assez bien. Ils forment donc le groupe et enregistre leur première démo "Dandelion/BlackDROPPer"
Le nom "DaizyStripper" vient tout d'abord de "Daizy" qui représente l'enfant, l'âme d'enfant et « Stripper » qui signifie que l'on peut facilement perdre cette âme d'enfant à l'âge adulte. Ils veulent préserver cette innocence et cette âme d'enfant. « Strip » veut également dire « se mettre à nu », le groupe veut mettre son cœur à nu face à ses fans et que ce soit réciproque avec leur public.
Le 13 février 2008, ils sortent leur premier single intitulé "Dandelion", ainsi qu'un second single le 6 avril. Peu de temps après, le 11 juin, ils sortent leur troisième single, "CROSS", en même temps que le "CANNONBALL vol. 4", compilation à laquelle, ils ont participé avec Dandelion.
Un mois plus tard, ils participent à une autre compilation : le "Visualy[zm] The Cure Century" avec endorphin. Le 15 octobre, ils participent encore à une compilation : le "Shock Edge" 2008, avec Brilliant Days. Et pour terminer l'année, ils sortent un nouveau single le 15 octobre ayant pour titre "TRUTH".
En avril 2009, ils participent au Hide memorial summit, live en mémoire de hide, en compagnie de groupes tels que X Japan, Dir en grey, MUCC, Luna Sea, Phantasmagoria, D'espairsRay, Versailles… C'est le 5 mai que sort la compilation J-Visual[ism] II à laquelle ils ont participé avec Dandelion et Brilliant days. Le 3 juin, ils sortent leur cinquième single intitulé "Dearest". C'est le 4 novembre que sort le premier album : The Beauty.
Le 3 mars 2010, ils sortent un nouveau single : "Harumeku Bokura", suivi de "Trigger/STAY GOLD" le 21 avril. Le 11 août sortent deux albums : "BIRTH" et "LOVE".
En 2011 ils créent avec A et Fest Vainqueur l'association BLUE PLANET JAPAN (ja) dont le but est de soutenir les sinistrés du tsunami et du tremblement de terre survenus au mois de mars 2011.
Ils sortent également cette année-là trois mini-albums : "Kiss You" "Tsuki ni jyusei" "Setsubo no Freesia", deux albums : "Bless" "SIREN", un DVD live : "BIRTH or LIVE" et une compilation "CRUSH! -90's V-Rock best hit cover songs-". Setsubo no Freesia devient alors le 2e générique de fin de l'anime Yu-Gi-OH Zexal.
En 2012, DaizyStripper joue à la Japan Expo. Ils sortent le 11 janvier l'album Air et le 1er août le mini-album HUMALOID. Ils participent également à 2 compilations : "Counteraction -V-Rock covered Visual Anime songs Compilation" le 23 mai ou ils reprennent Monochrome no Kiss de SID et "V-ANIME ROCKS !" le 1er août ou ils reprennent Sousei no Aquarion. Un Mini-Album est prévu pour le 12 décembre 2012 intitulé "東京ホライズン-Day&Day"
En avril

## Formation
- Yugiri – Chant (Arutema → DaizyStripper)
- Nao – Guitare (PuN Kurea → TRICK → DaizyStripper)
- Mayu – Guitare (Clavier → DaizyStripper)
- Rei – Basse (Clavier → DaizyStripper)
- Kazami – Batterie, piano et synthétiseur (Clavier → Deone → DaizyStripper)

## Discographie

### Other singles
- DaizyStripper (demo) (2007)
- World End (comme Frantic Emiry) (2010)
- Trigger / Stay Gold (2010)
- White Butterfly ~Last Scene~ (2010)

### Compilations
- 湯けむりドキドキ 夏物語～相合傘の誓い～ (Yukemuri Dokidoki Natsu Monogatari ~Aiaigasa no Chikai~?)
- Cannonball Vol. 4 (#1 Dandelion, June 11, 2008)
- Visualy(zm) the Cure Century" (CD1 No. 2 "endorphin, July 30, 2008)
- Shock Edge 2008" (#8 Brilliant Days, October 15, 2008)
- Crush! -90's V-Rock Best Hit Cover Songs- (#8 With-you, January 26, 2011)